# Ярки (Новохопёрский район)
Ярки — село в Новохопёрском районе Воронежской области России. Административный центр и единственный населённый пункт Ярковского сельского поселения.

## История
Село было основано в 1811 году выходцами из Землянского, Задонского и Воронежского уездов, а также из села Бабяково.
В 1814 году в Ярках насчитывалось 20 дворов и 205 жителей. Основными занятиями населения того времени были: земледелие, скотоводство, охота и рыболовство. Также производили белое сукно.
В 1846 году был возведён православный храм. В тот период в селе функционировали церковно-приходская школа, три торговых лавки, пекарня и ветряная мельница. В 1900 году в селе проживало 2013 человек; в 1905 году — 2230 человек. Действовала больница.
Первая школа была открыта примерно в 1876 году. В 1912 году открылась земская школа, в 1930 году — школа крестьянской молодежи, которая позже трансформировалась в семилетнюю школу.
В 1962 году школа села Ярки была реорганизована в среднюю с производственным обучением.
В период коллективизации на территории села были образованы четыре колхоза (им. «Калинина», «Сталинский путь», «Путь к коммунизму», «Ленина»), которые в конце 50-х годов были объединены в колхоз «Путь к коммунизму».

## География
Находится в северо-восточной части Воронежской области, на левом берегу реки Елань, примерно в 42 км к северо-западу от районного центра, города Новохопёрск, на высоте 102 метров над уровнем моря.

## Население
| 1859 | 1897  | 2010  | 2012  | 2013  |
| ---- | ----- | ----- | ----- | ----- |
| 1259 | ↗1982 | ↘1058 | ↗1759 | ↘1720 |

По данным Всероссийской переписи, в 2010 году численность населения села составляла 1058 человек (484 мужчины и 574 женщины).

## Улицы
Уличная сеть села состоит из 12 улиц.

## Инфраструктура
В посёлке функционируют средняя общеобразовательная школа, участковая больница, амбулатория, ветеринарная лечебница, дом культуры, библиотека, филиал детской школы искусств и отделение связи. Также в Ярках действует сельскохозяйственная артель.

## Транспорт
Через Ярки проходит автодорога Курск — Борисоглебск — Рамонье — Елань-Колено. Существует регулярное автобусное сообщение с посёлком Анна, городом Новохопёрск, городом Поворино и городом Воронеж.